# Педука (Кентуккі)
Педука (англ. Paducah) — місто (англ. city) в США, в окрузі Маккракен штату Кентуккі. Населення — 27 137 осіб (2020).

## Географія
Педука розташована за координатами 37°4′15″ пн. ш. 88°38′40″ зх. д. / 37.07083° пн. ш. 88.64444° зх. д. (37.070892, -88.644477).  За даними Бюро перепису населення США в 2010 році місто мало площу 51,81 км², з яких 51,54 км² — суходіл та 0,27 км² — водойми.

### Клімат
| Клімат : Педука         | Клімат : Педука | Клімат : Педука | Клімат : Педука | Клімат : Педука | Клімат : Педука | Клімат : Педука | Клімат : Педука | Клімат : Педука | Клімат : Педука | Клімат : Педука | Клімат : Педука | Клімат : Педука | Клімат : Педука |
| Показник                | Січ.            | Лют.            | Бер.            | Квіт.           | Трав.           | Черв.           | Лип.            | Серп.           | Вер.            | Жовт.           | Лист.           | Груд.           | Рік             |
| Абсолютний максимум, °C | 25,0            | 25,6            | 29,4            | 32,2            | 35,6            | 42,2            | 42,2            | 41,1            | 40,0            | 35,0            | 30,0            | 25,0            | 42,2            |
| Середній максимум, °C   | 6,3             | 9,4             | 15,0            | 20,8            | 25,6            | 30,1            | 31,8            | 31,7            | 27,8            | 21,7            | 14,7            | 7,9             | 20,2            |
| Середній мінімум, °C    | −3,4            | −1,4            | 3,2             | 8,1             | 13,5            | 18,3            | 20,3            | 18,9            | 14,3            | 8,2             | 3,3             | −1,9            | 8,4             |
| Абсолютний мінімум, °C  | −26,1           | −25,6           | −21,1           | −6,1            | 0,0             | 6,7             | 8,3             | 6,7             | 1,1             | −5,6            | −19,4           | −23,3           | −26,1           |
| Норма опадів, мм        | 93              | 99              | 100             | 121             | 125             | 103             | 113             | 70              | 95              | 101             | 109             | 117             | 1246            |
| Днів з опадами          | 9,6             | 8,7             | 10,4            | 10,8            | 11,3            | 9,1             | 8,5             | 6,9             | 6,8             | 7,8             | 9,9             | 10,4            | 110,2           |
| Днів зі снігом          | 2,4             | 2,3             | 0,7             | 0               | 0               | 0               | 0               | 0               | 0               | 0,1             | 0,1             | 1,6             | 7,2             |
| ----------------------- | --------------- | --------------- | --------------- | --------------- | --------------- | --------------- | --------------- | --------------- | --------------- | --------------- | --------------- | --------------- | --------------- |
| Джерело: NOAA           |                 |                 |                 |                 |                 |                 |                 |                 |                 |                 |                 |                 |                 |

## Демографія
Згідно з переписом 2010 року, у місті мешкали 25 024 особи в 11 462 домогосподарствах у складі 6071 родини. Густота населення становила 483 особи/км².  Було 12851 помешкання (248/км²).
Расовий склад населення:
| - 71,0 % — білих - 23,7 % — чорних або афроамериканців - 1,0 % — азіатів - 0,2 % — корінних американців - 1,1 % — осіб інших рас |

До двох чи більше рас належало 3,0 %. Частка іспаномовних становила 2,7 % від усіх жителів.
За віковим діапазоном населення розподілялося таким чином: 21,8 % — особи молодші 18 років, 60,0 % — особи у віці 18—64 років, 18,2 % — особи у віці 65 років та старші. Медіана віку мешканця становила 41,4 року. На 100 осіб жіночої статі у місті припадало 85,2 чоловіків;  на 100 жінок у віці від 18 років та старших — 81,2 чоловіків також старших 18 років.
Середній дохід на одне домашнє господарство  становив 56 274 долари США (медіана — 33 608), а середній дохід на одну сім'ю — 75 059 доларів (медіана — 46 948). Медіана доходів становила 38 553 долари для чоловіків та 30 349 доларів для жінок. За межею бідності перебувало 23,9 % осіб, у тому числі 39,7 % дітей у віці до 18 років та 10,0 % осіб у віці 65 років та старших.
Цивільне працевлаштоване населення становило 10 229 осіб. Основні галузі зайнятості: освіта, охорона здоров'я та соціальна допомога — 28,3 %, роздрібна торгівля — 15,0 %, мистецтво, розваги та відпочинок — 12,6 %.

## Персоналії
- Ірвін Кобб (1876—1944) — американський автор, гуморист, редактор та сценарист
- Віктор Сазерленд (1889—1968) — американський театральний, кіно і телевізійний актор.